# Abdallah ibn Husain I.

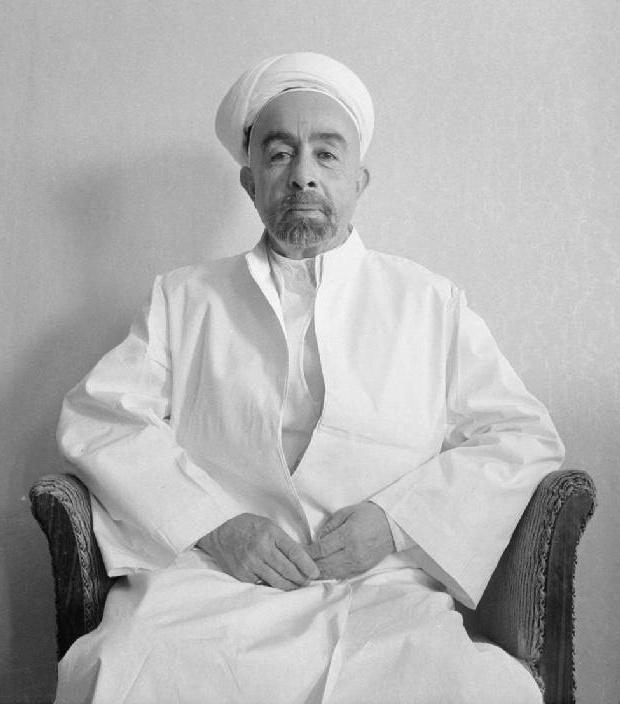
Abdallah I.

Abdallah ibn Husain I. oder Abdallah I. (arabisch عبد الله الأول بن الحسين, DMG ʿAbdallāh al-auwal bin al-Ḥusain; * Februar 1882 in Mekka; † 20. Juli 1951 in Jerusalem) war ab 1921 Emir und von 1946 bis zu seinem Tod  König von Transjordanien, das 1949 in Jordanien umbenannt wurde. Aus dem arabischen Geschlecht der Haschimiten stammend schloss sich Abdallah während des Ersten Weltkriegs der Arabischen Revolte gegen das Osmanische Reich an. Er suchte stets ein gutes Verhältnis zu Großbritannien, mit dessen Unterstützung er 1921 den Titel eines Emirs von Transjordanien erhielt. Sein Land stand unter britischer Oberhoheit. Sein politisches Hauptziel war die Erweiterung seines Reichs, dessen Unabhängigkeit er 1946 erreichte. Im Mai 1948 ließ er während des Palästinakrieges das Westjordanland besetzen. 1951 fiel er dem Attentat eines palästinensischen Nationalisten zum Opfer.

## Leben

### Abstammung; frühes Leben
Abdallah wurde 1882 in Mekka als zweiter Sohn des Scherifen von Mekka Hussein ibn Ali und dessen erster Gattin Abdiyya bint Abdullah geboren und gehörte zur Familie der Haschimiten. Als seine Mutter bereits 1886 starb, kam er in die Obhut seiner väterlichen Urgroßmutter. Privatlehrer unterrichteten ihn u. a. in der Dichtkunst, Geschichte, Kalligraphie und der Rezitation des Korans. 1892 wurde sein Vater zwangsweise vom türkischen Sultan Abdülhamid II. nach Konstantinopel berufen. Abdallah zog bald mit seinen Brüdern Ali und Faisal I. zu seinem Vater und erhielt in Konstantinopel seine weitere Ausbildung. 1902 heiratete er seine Cousine Misbah bint Nasser und hatte mit ihr zwei Kinder.
Während der Revolution der Jungtürken 1908 überzeugte Abdallah seinen Vater, für das vakante Amt des Großscherifs von Mekka zu kandidieren. In der Tat erhielt Hussein diesen wichtigen Posten, woraufhin Abdallah nach Mekka zurückkehrte. Nach der Wiedereröffnung des osmanischen Parlaments im Dezember 1908 kamen die Jungtürken an die Regierung, und Abdallah wurde 1909 Abgeordneter für Mekka im Parlament, eine Position, die er bis zum Ausbruch des Ersten Weltkriegs (1914) innehatte. Die Jungtürken versuchten Abdallahs Vater in Verfolgung ihrer Zentralisierungstendenzen die politischen Befugnisse zu entziehen, wobei ihnen zugutekam, dass die Errichtung von Eisenbahnlinien und Telegraphenverbindungen eine direkte Regierung Mekkas von Konstantinopel aus ermöglichte. Hussein verteidigte aber seinen Einfluss erfolgreich; und Abdallah vermittelte in dem Konflikt zwischen seinem Vater und den Jungtürken. 1912 vermählte er sich in polygamer zweiter Ehe mit Suzdil Hanum; aus dieser Verbindung gingen drei Kinder hervor.
Kurz vor dem Beginn des Ersten Weltkriegs traf Abdallah im Februar 1914 den britischen Hochkommissar für Ägypten, Lord Kitchener, um für seinen Vater um britische Hilfe im Fall eines gravierenden Konflikts mit der osmanischen Regierung zu ersuchen. Ferner führte er Gespräche und später einen Briefwechsel mit dem hochrangigen britischen Kolonialbeamten Ronald Storrs. Dabei ging es vor allem um die Zukunft des Hedschas. Die Briten lehnte aber die Unterstützung von Scherif Hussein gegen die Türken ab, mit denen sie wegen des bevorstehenden Weltkriegs jeden Konflikt vermeiden wollten.
Die britische Haltung änderte sich mit Kriegseintritt des Osmanischen Reichs auf der Seite Deutschlands und Österreichs. Auf Abdallahs Ermunterung verhandelte sein Vater 1915 mit Kitcheners Nachfolger Henry McMahon über die Errichtung eines von der osmanischen Herrschaft unabhängigen arabischen Königreichs. Im folgenden Jahr nahm Abdallah mit seinem Bruder Faisal I. an der von seinem Vater am 10. Juni 1916 verkündeten Arabischen Revolte gegen die Osmanen teil. Er belagerte die türkischen Garnisonen in Ta'if und Medina, während Faisal erfolgreich in Syrien operierte, im September 1918 in Damaskus einmarschierte und die osmanische Herrschaft in Syrien beendete. Scherif Hussein war als König von Hedschas anerkannt worden. Im Mai 1919 erlitten aber die Streitkräfte Abdallahs in einer bedeutenden Schlacht in Südarabien eine Niederlage gegen die wahhabitischen Anhänger von Ibn Saud, der Hedschas den Krieg erklärt hatte.

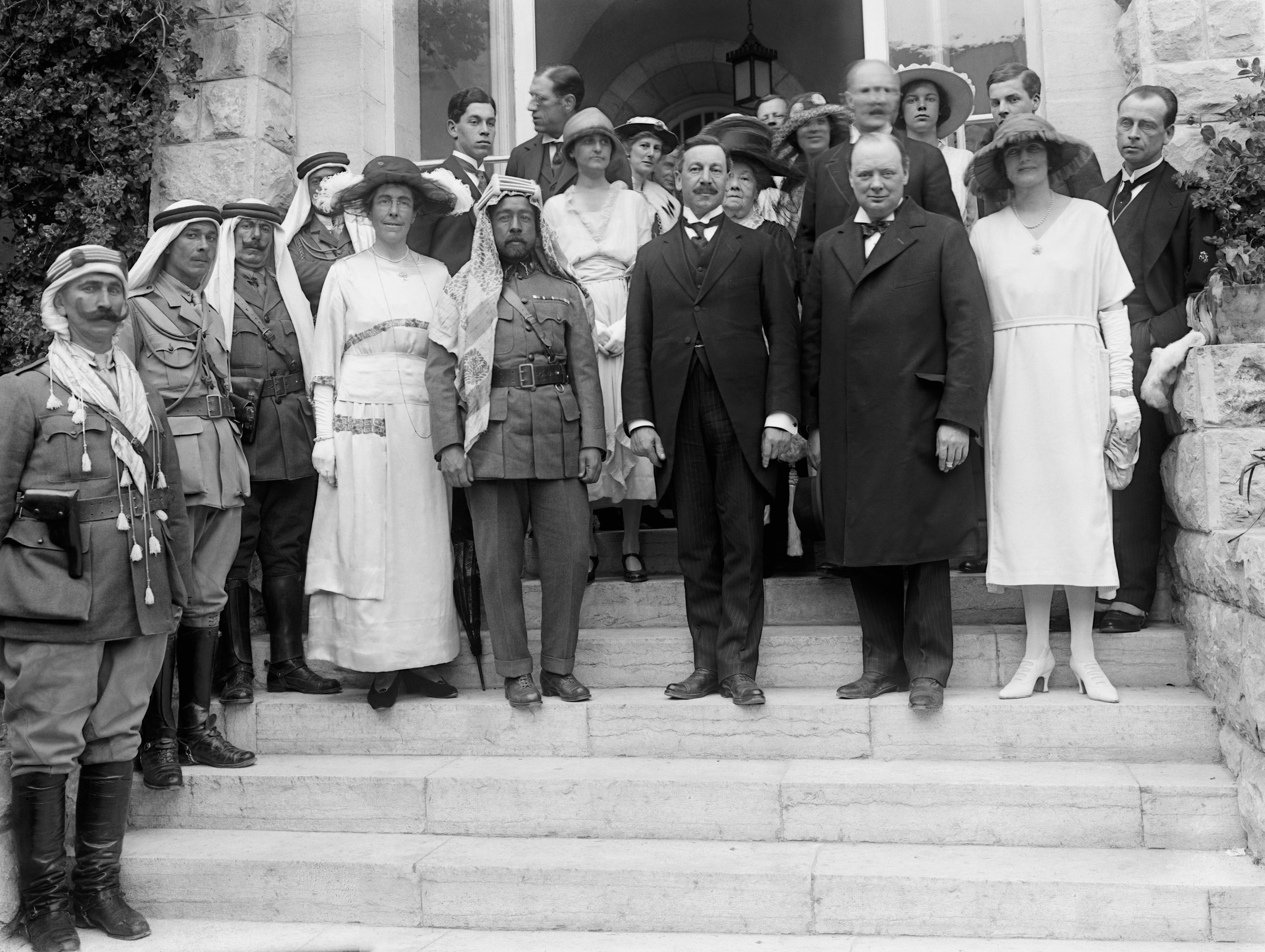
Winston Churchill (rechts) am 28. März 1921 bei einem Besuch bei Abdallah (5. v. links) auf der Nahostkonferenz in Jerusalem. In der Mitte Sir Herbert Samuel.

Am 8. März 1920 rief ein „Irakischer Kongress“, eine politische Organisation fragwürdiger Legitimität, Abdallah zum konstitutionellen König des Irak aus. Er trat aber dieses Amt nicht an. Faisal wurde am selben Tag in Damaskus als König von Syrien proklamiert. Nach Ausbruch des Irakischen Aufstands von 1920 verließ Abdallah im September desselben Jahres den Irak, während sein Bruder im Juli 1920 durch die Franzosen aus Syrien vertrieben wurde. Abdallah erschien mit einem kleinen Trupp bewaffneter Anhänger in Madaba und plante mit einem Beduinenheer nach Damaskus zu marschieren, um Faisal wieder zum syrischen Thron zu verhelfen. Zwar war das Vorhaben militärisch aussichtslos, durch befürchteten die Briten bei einer zweiten Niederlage der Arabischen Bewegung einen weiteren Prestigeverlust bei den Arabern. Im März 1921 traf Abdallah den britischen Kolonialminister Winston Churchill in Jerusalem, der ihm für die Einstellung seiner Feindseligkeiten gegen die Franzosen in Syrien die Verwaltung Transjordaniens anbot. In der Folge wurde er nach der britischen Nahostkonferenz im April 1921 von Großbritannien als Emir von Transjordanien unter britischem Protektorat anerkannt. Auch wurde Transjordanien von den zionistischen Siedlungsinteressen (Balfour-Deklaration) ausgenommen. Abdallahs Bruder Faisal erhielt den mit dem Königstitel verbundenen irakischen Thron.

### Emir Transjordaniens
Zuerst war Abdallahs Status als Emir Transjordaniens unsicher. Seine Position festigte sich, als der Völkerbund im September 1922 die britische Entscheidung akzeptierte, Transjordanien von dem unter britischem Mandat stehenden Palästina abzutrennen. Formell wurde das Emirat Transjordanien am 25. Mai 1923 als autonomer Staat gegründet.
1922 traf Abdallah sich zu einem ersten Gespräch mit dem allgemein-zionistischen Politiker Chaim Weizmann in London. Abdallah suchte Unterstützung gegen seinen größten politischen Widersacher, den Jerusalemer Politiker Mohammed Amin al-Husseini, hierzu unterstützte er auch dessen lokalen Konkurrenten Raghib an-Naschaschibi.
Das von Abdallah autokratisch regierte Transjordanien war eine aride Region, die zum Zeitpunkt seiner Machtübernahme etwa 235 000 meist arme und ungebildete Einwohner, in der Mehrzahl Beduinen, hatte. In dem Land gab es rund ein halbes Dutzend kleinere Städte und 200 Dörfer. Eine zentrale Verwaltung musste erst geschaffen werden. Dazu hatte Abdallah seine Herrschaft über die sesshaften und nomadischen Stämme seines Landes zu konsolidieren und versuchte hierzu die unterschiedlichen Volksgruppen zu einer Nation zusammenzuführen. Militärische und polizeiliche Unterstützung erhielt er durch die vom britischen Offizier Frederick Gerard Peake gegründete Arabische Legion, die bei der Durchsetzung einer zentralen staatlichen Ordnung eine wesentliche Rolle spielte. Außerdem war die von den Briten bezahlte und ausgebildete Legion zunächst für den Schutz der insbesondere durch die Truppen Ibn Sauds bedrohten Landesgrenzen zuständig, ehe sie in dieser Funktion von den Transjordanischen Grenztruppen abgelöst wurde. 1925 wurden Akaba und Maʿan mit ihren zugehörigen Gebieten an Transjordanien angeschlossen. Mit der Zeit erfolgte eine erfolgreiche Integration der Beduinen in die staatlichen Strukturen, insbesondere dank der von John Bagot Glubb Anfang der 1930er Jahre aufgestellten Mobilen Wüstenkräfte. Abdallah vermochte seine Position als Herrscher Transjordaniens bis Ende der 1920er Jahre abzusichern. Zwar wurde 1928 eine konstitutionelle Regierungsform und ein Legislativrat geschaffen, doch konnte er per Dekret mit großer Machtfülle unter britischer Oberhoheit regieren.
Das politische Fernziel Abdallahs war es, die Region des Fruchtbaren Halbmonds (Transjordanien, Syrien Palästina, Libanon) zu einem unabhängigen arabischen Königreich Großsyrien unter seiner Führung zu vereinen. Hierzu entwickelte er Bündnispläne mit Nachbarstaaten und vertrat bei ihm dienlichen Anlässen die Idee der arabischen Einheit. Doch zog er sich mit dieser Politik das Misstrauen anderer arabischer Herrscher zu. Seine probritische Politik war wiederum arabischen Nationalisten ein Dorn im Auge. Hochrangige britische Residenten wie St. John Philby (1921–24) und Percy Cox suchten unterdessen einen Keil zwischen Abdallah und die syrischen Mitglieder Istiqlal-Partei zu treiben, welche die Haschimiten als Verteidiger der Unabhängigkeit Syriens von Frankreich betrachtet hatten. Mit der Ermordung des populären syrischen Nationalistenführers Abd ar-Rahman Shahbandar (Juli 1940) verlor Abdallah seinen wichtigsten Unterstützer in Syrien. Wegen dauerhaften Widerstands Großbritanniens, von dem er militärisch abhängig blieb, musste er schließlich die Pläne zur Ausdehnung seiner Herrschaft ab den späten 1930er Jahren auf Palästina beschränken.
Im November 1929 war Abdallah während eines Besuchs in Jerusalem einem Attentat entgangen. Den Juden wollte Abdallah bezüglich deren Siedlungspolitik in Palästina nur nach dem Vorbild des osmanischen Millet-Systems als religiöser Minderheit weitgehende Autonomie innerhalb eines von ihm regierten Königreichs zugestehen. Dennoch setzte er sich für die arabisch-jüdische Verständigung ein und unterhielt geheime Kontakte mit jüdischen Führern. 1933 vereinbarte er mit der Jewish Agency die Verpachtung von 70.000 Dunam (rd. 70 km2) Kronland in Jordantal, distanzierte sich aber später davon. 1937 akzeptierte er den eine Teilung Palästinas empfehlenden Bericht der Peel-Kommission, auch wenn er weiterhin einen unabhängigen jüdischen Staat ablehnte.

### Rolle im Zweiten Weltkrieg und Palästinakrieg; König Jordaniens
Außenpolitisch unterstützte Abdallah während des Zweiten Weltkrieges weiterhin energisch den probritischen Kurs in der Region. So half er Großbritannien 1941 bei der Ausschaltung irakischer Nationalisten, die mit den Achsenmächten verbündet waren. Auch war er einer der wenigen Herrscher der Region, die in der Endphase des Zweiten Weltkrieges und in den folgenden Jahren zu Gunsten der westlichen Staaten die Expansionsversuche der Sowjetunion im Nahen Osten ablehnten. Nur bei den Verhandlungen zur im März 1945 erfolgten Gründung der Arabischen Liga traten gewisse Spannungen zwischen Abdallah und den Briten auf, da der Emir die dabei herausgebildete Führungsrolle des Haschimiten-feindlichen Ägyptens missbilligte. Wegen seiner loyalen Haltung wurde Transjordanien am 22. März 1946 durch einen Vertrag formell aus dem Status eines Protektorats entlassen und als unabhängiger Staat anerkannt, doch durften die Briten dort weiterhin Truppen stationieren. Nun nahm Abdallah am 25. Mai 1946 den Titel eines Königs an, und das von ihm beherrschte Land wurde 1949 in Jordanien umbenannt. Indessen strebte Abdallah nach wie vor eine Ausweitung seines Machtbereichs an; er wollte König von Großsyrien werden. Seine diesbezüglich an die Parlamente und Regierungen Syriens und Libanons gerichteten Noten und Forderungen wurden jedoch im November 1946 zurückgewiesen. Am 20. Oktober 1947 wurde erstmals unter Abdallahs Leitung in Transjordanien ein Parlament gewählt. Am 15. März 1948 unterzeichnete der König ein neues, den Bündnisvertrag von 1946 modifizierendes Abkommen mit Großbritannien, dessen Recht zur Aufrechterhaltung seiner Militärpräsenz in Abdallahs Reich davon unberührt blieb.
1947 war Abdallah der einzige arabische Herrscher, der den Teilungsplan der UNO für Palästina akzeptierte. Der Historiker Henry Laurens schreibt, dass Abdallah „jede mögliche Form eines Kompromisses mit der zionistischen Bewegung versucht hat“. Am 17. November 1947 traf sich Abdallah heimlich mit der späteren israelischen Ministerpräsidentin Golda Meir, die damals für die Jewish Agency arbeitete, und vereinbarte mit ihr, dass jordanische Truppen den arabischen Teil Palästinas annektieren, aber nicht in dessen jüdischen Teil einfallen würden. Der britische Außenminister Ernest Bevin unterstützte diesen Plan, weil er ein vergrößertes Reich Abdallahs der Gründung eines palästinensischen Staates unter der Führung des früheren Muftis von Jerusalem, Mohammed Amin al-Husseini, vorzog.
Dennoch nahm Jordanien von Mai 1948 bis April 1949 am 1. Arabisch-Israelischen Krieg teil. Abdallah war von der Arabischen Liga zum Oberbefehlshaber ihrer Truppen ernannt worden. In der Folge annektierte er die von den jordanischen Truppen eroberten Gebiete der Westbank in Palästina. Im Dezember 1948 erhielt Abdallah die Zustimmung seines Kabinetts zur Annahme des Königstitels des vereinten Transjordaniens und Palästinas. Die Briten akzeptierten sein militärisches Vorgehen, solange jüdisches Gebiet davon unberührt blieb, und unterbrachen die Waffenlieferungen, als jordanische Streitkräfte mit jüdischen Truppen in Jerusalem zusammenstießen. Abdallah musste seine Armee aus Lydda und Ramla zurückziehen, konnte aber durch den Waffenstillstand mit Israel (April 1949) die Westbank und Ostjerusalem behalten. Die Annexion der letztgenannten Gebiete stellte für viele Palästinenser und andere arabische Regierungen, die für die Gründung eines eigenständigen palästinensischen Staates eintraten, ein Ärgernis dar. Indessen besuchte Abdallah von Juli bis August 1949 den Iran und schloss mit diesem Land im folgenden November einen Freundschaftsvertrag. Auf Druck der Arabischen Liga musste Abdallah, nachdem er einen geheimen Entwurf für ein Abkommen mit dem israelischen Ministerpräsidenten David Ben-Gurion unterschrieben hatte, von diesem Projekt Abstand nehmen. Nach der Abhaltung von Wahlen in der Westbank und den östlich des Jordans angrenzenden Gebieten trat das Parlament am 24. April 1950 zu einer Sitzung zusammen, in welcher der Antrag palästinensischer Abgeordneter zur Vereinigung des West- und Ostjordanlands angenommen wurde. Da somit 900,000 Palästinenser zur Abdallahs Reich hinzukamen, verdreifachte sich dessen Bevölkerungszahl auf 1,5 Millionen Menschen. Diese Territorialvergrößerung Jordaniens löste in der Arabischen Liga eine Krise aus. Ein Kompromiss vom Juni 1950 sah die Beibehaltung des Status quo bis zur endgültigen Lösung der Palästinenserfrage vor.
Im September 1949 war Abdallah als erster Staatschef nach dem Spanischen Bürgerkrieg Staatsgast im Spanien General Francos; ein Jahr später unterzeichnete er am 7. Oktober 1950 einen Bündnisvertrag. Im Juni 1951 sagte er zu einem US-Repräsentanten bei der UN-Versöhnungskommission:
Ich bin ein alter Mann. Ich weiß, dass meine Macht begrenzt ist. Ich weiß, dass ich von meinem eigenen Sohn gehasst werde. [...] Ich weiß auch, dass mein eigenes Volk mich für meine Friedensbemühungen verabscheut. Aber trotz allem weiß ich, dass ich eine Friedenslösung finden könnte, wenn ich nur etwas Unterstützung erhielte und wenn ich von Seiten Israels vernünftige Zugeständnisse erhalten könnte.

### Ermordung
Abdallah wurde am 20. Juli 1951 in Jerusalem beim Besuch des Freitagsgebets in der al-Aqsa-Moschee von einem palästinensischen Attentäter erschossen, wohl wegen seiner moderaten Haltung gegenüber Israel. Der Enkel Abdallahs, Hussein, der seinen Großvater begleitet hatte, entging dem Attentat nur knapp. Der Attentäter, ein 21-jähriger Schneiderlehrling aus Jerusalem namens Mustafa Shukri Ashu, wurde unmittelbar nach dem Mord von königlichen Leibwächtern erschossen. Er hatte einer Gruppe angehört, die in Kontakt zu Mohammed Amin al-Husseini stand und eine dauerhafte Aufteilung Palästinas durch Jordanien und Israel verhindern wollte. Der Leichnam Abdallahs wurde nach Amman zurückgeflogen und in der Grabstätte des königlichen Hofs beigesetzt.
Der britische Orientalist Robin Leonard Bidwell hat stattdessen Abdallahs Ermordung mit seinen Plänen in einen Zusammenhang gebracht, seinen ungeliebten Sohn Talal in der Thronfolge zu übergehen und Jordanien mit dem Königreich Irak zu einer Arabischen Union zusammenzuschließen. Diesen 1951 von Abdallah wieder aufgegriffenen Plänen entsprechend wollte er selbst König dieses vereinten haschemitischen Königreichs werden und als Thronfolger für das Gesamtreich nicht seinen Sohn Talal einsetzen, sondern seinen Neffen, den irakischen König Faisal II.
Abdallahs Nachfolger wurden Talal (1951–1952) und dessen Sohn Hussein (1952–1999).

## Werke
- Mudhakkarati, 1945 (Memoiren)
- Al Takimilah, 1951 (Memoiren)